# FK Austria Wien
Austria Wien är en österrikisk fotbollsklubb från Wien. Austria Wien har tillsammans med ärkerivalen SK Rapid Wien dominerat den österrikiska klubbfotbollen sedan lång tid tillbaka.

## Historia
Klubben grundades av. tidigare medlemmar i Vienna Cricket and Football-Club under namnet Wiener Amateur-Sportverein (WAS). Klubben har sedan 1911 spelat oavbrutet i den österrikiska högstaligan. Namnet Austria antogs 1926. Klubben firade sina första stora framgångar under namnet Amateure med Matthias Sindelar som den stora stjärnan. Åren 1933 och 1936 vann man Mitropacupen.
I slutet av 1970-talet hade Austria framgångar internationellt med spelare som Herbert Prohaska, Erich Obermayer, Felix Gasselich och Ernst Baumeister. 1978 nådde laget final i Cupvinnarcupen och 1979 semifinal i Europacupen för mästarlag där laget förlorade mot Malmö FF.

## Klubbnamn
Austria Wien har flera gånger lagt till olika sponsorsnamn i klubbnamnet. Från 1970-talet och framåt hade man i olika sammanhang namnet Austria Memphis efter ett cigarettmärke vars ägare Austria Tabakwerke var huvudsponsor. Förbudet mot cigarettreklam i Österrike gjorde att klubben bytte namn till Austria Magna med Magna-koncernen som sponsor. År 1999 skedde namnbytet sedan Magna-koncernen och dess ägare Frank Stronach gått in i klubben. År 2008 slutade kontraktet mellan Magna-koncernen och Austria Wien och klubben har 2015 inget sponsornamn i klubbnamnet utan heter bara "FK Austria Wien".

## Placering tidigare säsonger
| Säsong    | Nivå | Liga       | Placering | Referens |
| --------- | ---- | ---------- | --------- | -------- |
| 2011/2012 | 1    | Bundesliga | 4         | [ 1 ]    |
| 2012/2013 | 1    | Bundesliga | 1         | [ 2 ]    |
| 2013/2014 | 1    | Bundesliga | 4         | [ 3 ]    |
| 2014/2015 | 1    | Bundesliga | 7         | [ 4 ]    |
| 2015/2016 | 1    | Bundesliga | 3         | [ 5 ]    |
| 2016/2017 | 1    | Bundesliga | 2         | [ 6 ]    |
| 2017/2018 | 1    | Bundesliga | 7         | [ 7 ]    |
| 2018/2019 | 1    | Bundesliga | 4         | [ 8 ]    |
| 2019/2020 | 1    | Bundesliga | 7         | [ 9 ]    |
| 2020/2021 | 1    | Bundesliga | 8         | [ 10 ]   |
| 2021/2022 | 1    | Bundesliga | 3         | [ 11 ]   |
| 2022/2023 | 1    | Bundesliga | 5         | [ 12 ]   |
| 2023/2024 | 1    | Bundesliga | 8         | [ 13 ]   |
| 2024/2025 | 1    | Bundesliga |           | [ 14 ]   |

## Kända spelare
- Toni Polster
- Matthias Sindelar
- Herbert Prohaska
- Friedl Koncilia
- Franz Wohlfahrt
- Ivica Vastić
- Erich Obermayer
- Robert Sara
- Nastja Ceh
- Mikael Antonsson
- David Alaba

## Tränare
- Joachim Löw (2003-2004)
- Christoph Daum (2002-2003)
- Herbert Prohaska
- Walter Schachner (2002)
- Horst Hrubesch